# Oulad Si Bouhya
Oulad Si Bouhya (franska: Oulad Si Bouhya (CR), Oulad Si Bouhya (Commune Rurale), arabiska: أولاد بوساكن) är en kommun i Marocko.   Den ligger i provinsen Sidi Bennour och regionen Casablanca-Settat, 200 km sydväst om huvudstaden Rabat. Antalet invånare är 18 902.